# Pfarrkirche Els

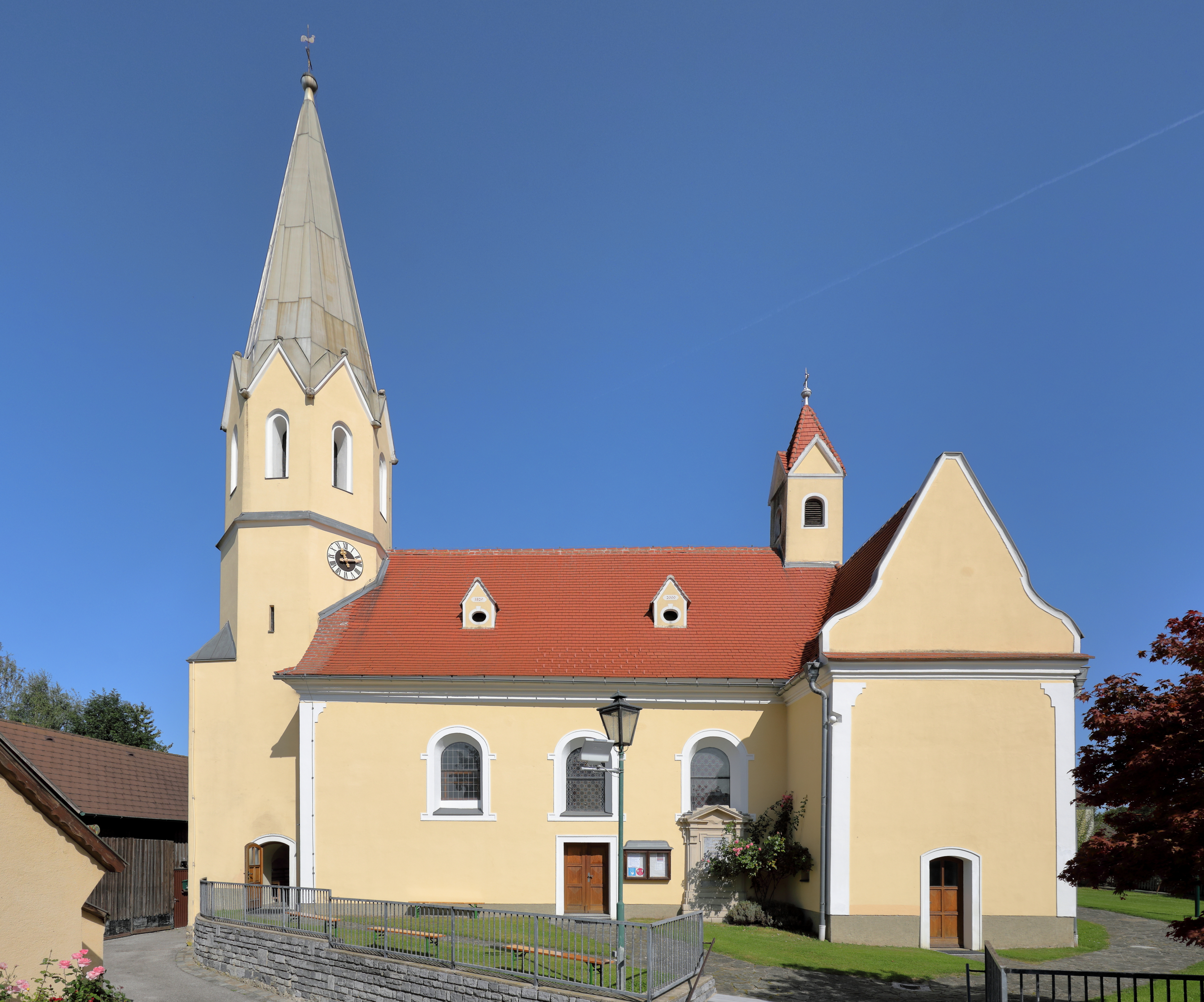
Pfarrkirche Els

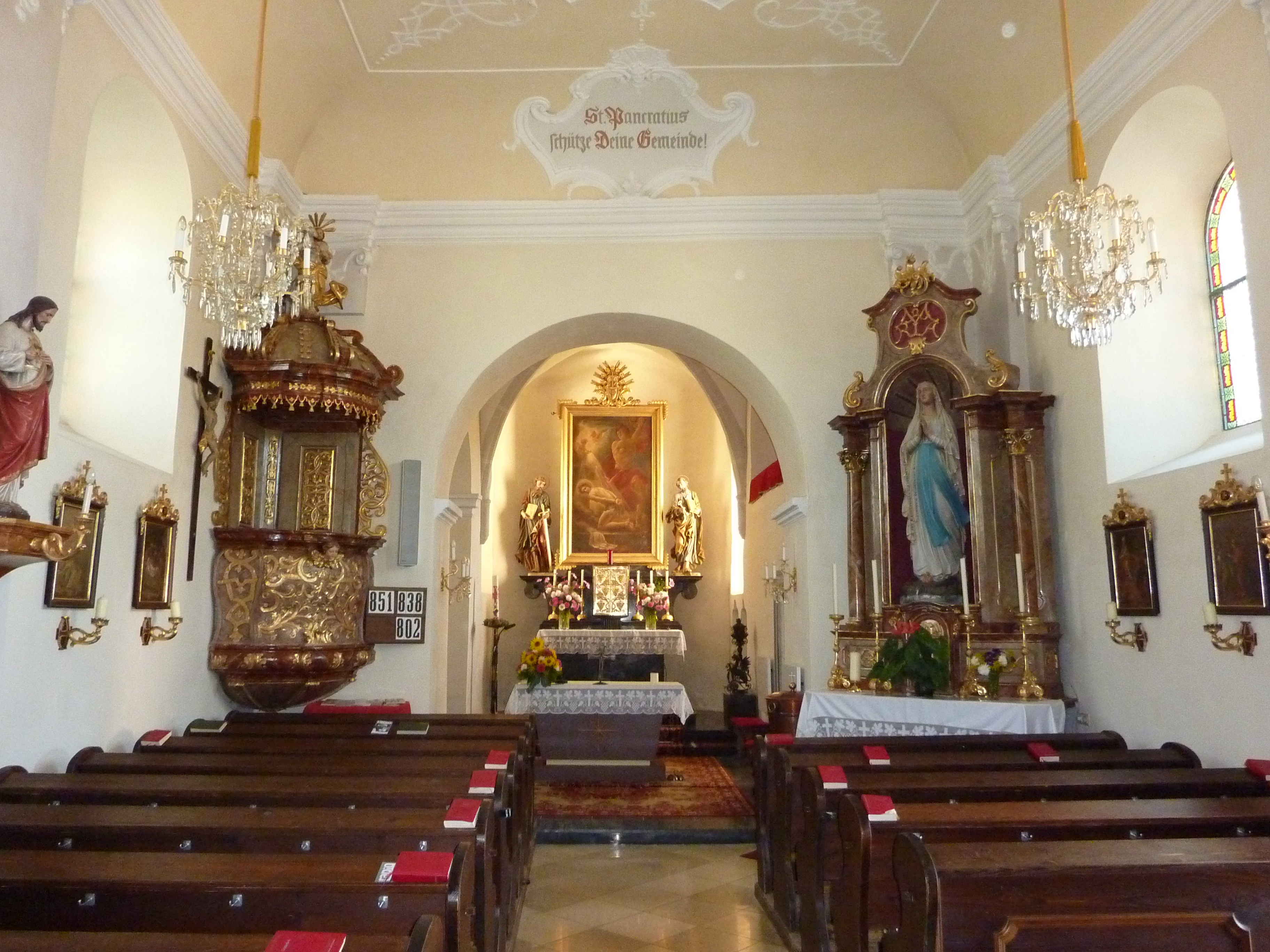
Im Langhaus zum Chor

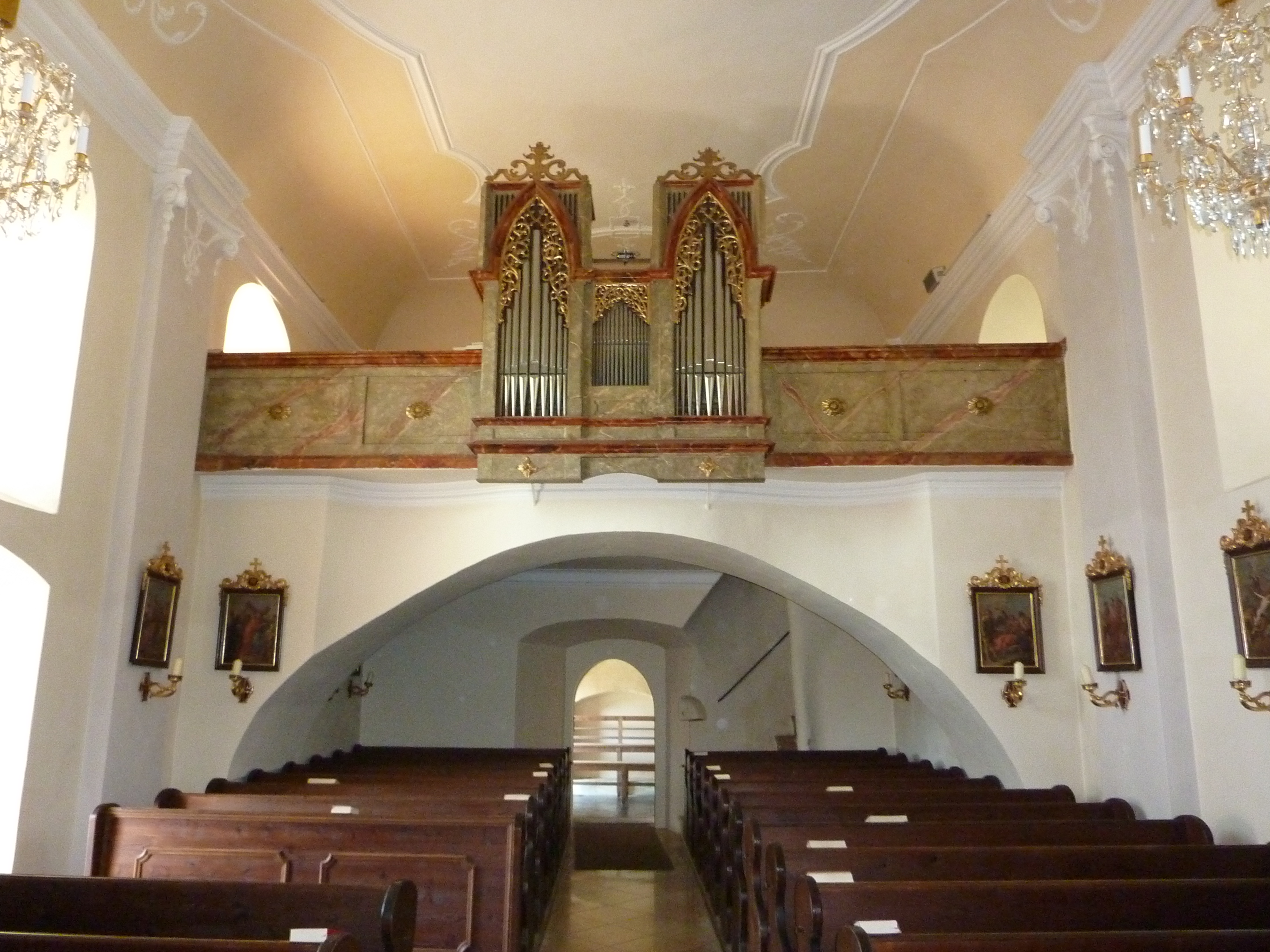
Im Langhaus zur Orgelempore

Die Pfarrkirche Els steht leicht erhöht im Westen des Ortes Els in der Marktgemeinde Albrechtsberg an der Großen Krems im Bezirk Krems-Land in Niederösterreich. Die dem heiligen Pankratius geweihte römisch-katholische Pfarrkirche gehört zum Dekanat Spitz in der Diözese St. Pölten. Die Kirche steht unter Denkmalschutz (Listeneintrag).

## Geschichte
Im 13. Jahrhundert Vikariat, wurde wohl 1332 eine Eigenpfarre der Herren von Hartenstein gegründet. Die Pfarre war im 16. Jahrhundert nicht besetzt und wurde im 17. und 18. Jahrhundert eine Filiale der Pfarrkirche Albrechtsberg. 1729 wurde durch den Grafen Gudenus die Pfarre wiederhergestellt.
Die Kirche wurde von 1724 bis 1726 barockisiert.

## Architektur
Der barocke im Kern mittelalterliche Kirchenbau hat einen vorgestellten Westturm.
Kirchenäußeres
Das Langhaus zeigt sich mit Rundbogenfenstern und kleinen Dachlukarnen. Der eingezogene Chor mit einem Dreiachtelschluss hat erneuerte Strebepfeiler. Der wuchtige quadratische spätgotische Westturm wird in der Schallzone achteckig mit einem Giebelkranz und Resten von Kreuzblumen und einem steinernen Pyramidendach. Über dem Chor ist ein Dachreiter aus dem 19. Jahrhundert. Südseitig am Chor ist ein zweigeschoßiger giebelständiger Sakristeianbau.
Außen an der Kirche steht ein klassizistisches Grabmal mit reich gestufter Gliederung auf einem Rustikasockel und mit einem Dreieckgiebel zu Oktavia Reichb Freyin von Gudenus 1792, Mutter des Johann Baptist Heinrich Freiherr von Gudenus (1753–1838), dem Erbauer des Jagdschlösschens Els, Tochter des Christoph Ferdinand Graf von Nimptsch, Freiherr von Fürst und Oelse und der Maria Magdalene Gräfin von Gilleis, Freiin von Sonnberg.
Kircheninneres
Das Langhaus zeigt sich unter einer gekehlten Flachdecke über ionischer Pilastergliederung mit Gebälk und schlichtem Bandlwerkstuck aus der Barockisierung 1724/1726. Die vorschwingende Westempore ist aus der ersten Hälfte des 18. Jahrhunderts. Der rundbogige Triumphbogen ist tief auf die Breite des Chores eingezogen. Der Chor hat ein Chorquadrat mit einem Kreuzrippengewölbe auf kurzen Diensten um 1400, das Polygon ist ausgerundet. Der Kapellenanbau im nördlichen Chorwinkel hat eine barocke Hängekuppel auf Pilastern. Der Sakristeianbau im südlichen Chorwinkel ist stichkappengewölbt und hat eine Treppe zum Oratorium im Obergeschoß. Der Chor hat südlich zwei kleine erneuerte Dreipassnischen.

## Ausstattung
Der Hochaltar trägt die Statuen Peter und Paul aus der ersten Hälfte des 18. Jahrhunderts und zeigt das Altarbild Enthauptung des hl. Pankratius gemalt von Sepp Zöchling 1950.
Die Orgel baute mit einem neugotischen Gehäuse Josef Breinbauer 1879. Eine Glocke nennt Ferdinand Vötterlechner 1741.